# Дом Кеннеров
 Памятник культуры Малопольского воеводства: регистрационный номер А-1016 от 4 марта 1996 года.
Дом Кеннеров (пол. Kamienica Kennerów) — дом, находящийся на улице Шпитальная, под номером (№) 38 в краковском Старом городе, Польша. Памятник культуры Малопольского воеводства.
Здание строилось с 1910 года по 1912 год на месте снесённого здания по проекту польского архитектора Теодора Хоффманна для семьи Кеннеров. Дом построен в стиле неоклассицизма с элементами модерна. На окне лестничного проёма находится витраж, изготовленный краковской мастерской по производству витражей «Krakowski Zakład Witrażów S. G. Żeleński».
В конце 30-го года XX столетия в здании был открыт ресторан «Циганерия» («Cyganeria»). Во время Второй мировой войны ресторан имел статус «Только для немцев» (Nur für Deutsche). 22 декабря 1942 года отряд «Искра» под командованием Идека Либера краковского отделения Еврейской боевой организации в сотрудничестве с польской Гвардией Людовой совершил нападение на ресторан «Циганерия» («Cyganeria»). Об этом событии напоминает мемориальная табличка, укреплённая на стене здания.
4 марта 1996 года здание было внесено в реестр памятников культуры Малопольского воеводства за № А-1016.